# Релігія в Бутані
Приблизно 75 % населення Бутану практикує тибетський буддизм, переважно шкіл Друкпа Каг'ю або Ньїнгма. Обидва ці напрями відносяться до буддизму махаяни. Близько 25 % населення країни сповідує індуїзм. Християни, а саме католики і протестанти, і нерелігійні групи становлять менше 1 % від загального числа.

## Буддизм
Етнічні нгалопи, нащадки тибетських іммігрантів, складають більшість населення західної та центральної частини країни і в основному сповідують школу Друкпа Каг'ю, слідуючи лінії передачі від Пеми Карпо і Шабдрунг Нгванг Намґ'яла. Школа Ньїнгма поширеніша в східному і центральному Бутані, її представляє в першу чергу Пема Лінгпа.
Етнічні шарчоп, можливі нащадки первісного населення Бутану, живуть на сході. Деякі шарчоп практикують буддизм, об'єднаний з елементами традиції бон, у той час як інші практикують анімізм та індуїзм.
Уряд підтримує монастирі обох традицій буддизму — і Друкпа Каг'ю, і Ньїнгма. Королівський рід Бутану практикує поєднання цих двох течій, і багато жителів країни вірять в концепцію «Кан'їн-Шунгдрел», що означає «Каг'ю і Ньїнгма одне і те ж». Глибоко шанується Падмасамбхава.

## Індуїзм
Індуси, що живуть в основному на півдні Бутану, сповідують шайвізм, вайшнавізм, шактизм, ґанеша та інші течії. Індуїстські храми існують в Тхімпху і в південних районах країни.

## Бон
Бон, анімістична і шаманістська система вірувань, обертається навколо культу природи і передувала буддизму. Хоча жерці релігії бон часто беруть участь в буддійських святах і навіть включають в них ритуали своєї традиції, проте дуже мало мешканців повністю дотримуються цієї релігійної системи. Бон найпоширеніший в східному Бутані.

## Християнство
Християни присутні на всій території Бутану, але в дуже малому числі. Християнські родини і окремі віруючі проводять свої обряди удома. Християнських місіонерів в країні немає.

## Іслам
Мусульмани мають дуже маленьку чисельність в Бутані.